# Felsőváros (Eger)
A felsővárosi lakótelep, régebbi nevén Csebokszári lakótelep Eger legnagyobb lakótelepe. Az 1970-es évek elején kezdték építeni, az egri lakásépítési hullám legnagyobb beruházásaként, amely során (más lakótelepekkel együtt) összesen kb. 10 000 lakást építettek 15 év alatt.
Modern ikerházak már korábban is épültek a Malomárok utcában. Az első háztömb 1971-re készült el. Ezután az 1980-as évek közepéig folytatódtak az építkezések. Az új lakótelep Eger testvérvárosáról, Csebokszáriról kapta a nevét, ám a rendszerváltozás után már Északi lakótelepként vagy Felsővárosként utalnak rá (ez utóbbit akkor használják, ha a Rákóczi út nyugati oldalán lévő családi házakról is beszélnek).
A városrészben található 2 általános iskola, három óvoda és három középiskola. A városrész Eger-patak menti, Malom utcai bejáratú nagy-telkén található a római katolikus főiskola kollégiuma. Található továbbá a területen 4db Óvoda-Bölcsőde együtteseként megépült létesítmény, melyek bölcsődei részében mára már orvosi rendelők, illetve családsegítő szolgálat működik.
Északi szomszédja a területnek az utóbbi években a városrész és Felnémet között kiépült gazdasági terület, „bevásárló negyed”.

## Fekvése
Az Eger-patak völgyében elhelyezkedő, településszerkezeti tervben meghatározott városrész határai: keleten az Eger–Putnok-vasútvonal, illetve a Cifra hóstya régi Cifrakapu utca menti beépítése, délen Malom utca, nyugaton a Rákóczi Ferenc utca.

## Szerkezete
A felsővárosi lakótelep szerkezete a XX. század második felének lakótelep építési lázában alakult ki. Fő szerkezetét, az Egerre jellemző, hosszan elnyúló észak déli tengely határozta meg. E szerkezetet hangsúlyozza a vasút, az országos főút és az Eger-patak szintén észak-dél irányú nyomvonala. Az Eger-patak és a Malomárok utca mentén 8db ikerházas beépítésű egyedi jelensége a telepnek a magánkertes telekcsoport. Az Eger-Putnok vasútvonal mentén egészen a Cifrakapu városrészig úszótelkes sorgarázsok húzódnak.

## Iskolák

### Általános
- Egri Balassi Bálint Általános Iskola és Előkészítő Szakiskola  (alapítva 1979)
  - Egri Balassi Bálint Általános Iskola és Előkészítő Szakiskola Tinódi Sebestyén Tagiskolája (alapítva 1973)

### Középfokú
- Neumann János Gimnázium, Szakgimnázium és Kollégium (alapítva 1987)
- Szent Lőrinc Vendéglátó és Idegenforgalmi Szakközép- és Szakmunkásképző Iskola (alapítva 1996)
- Wigner Jenő Műszaki, Informatikai Középiskola és Kollégium (alapítva 1963)

## Külső hivatkozások
- Vincze Miklós - Tényleg a CCCP feliratot rajzolja ki Eger egyik panelrengetege? (24.hu, 2017.08.08.)